# Perlekurv
Perlekurv (Anaphalis) er en slægt med ca. 110 arter, der er udbredt i Central- og Sydasien samt Nordamerika. Det er flerårige urter eller halvbuske med trævlede jordstængler. Væksten er almindeligvis opret. Bladene findes både grundstillet og op langs stænglen. De er spredtstillede, smalt lancetformede eller linjeformede med hel rand. Oversiden er almindeligvis grøn og hårløs, mens undersiden er hvid eller grå med tæt hårlag. Blomsterhovederne bestå af små, flade kurve med gullige rand- og skivekroner. Frugterne er nødder med fnok.
Her beskrives kun de arter, der dyrkes i Danmark.
| Beskrevne arter |

- Almindelig Perlekurv (Anaphalis margaritacea)
- Tibetansk Perlekurv (Anaphalis triplinervis)

| Andre arter |

- Anaphalis contorta
- Anaphalis nepalensis
- Anaphalis royleana
- Anaphalis sinica